# GLOW Festival

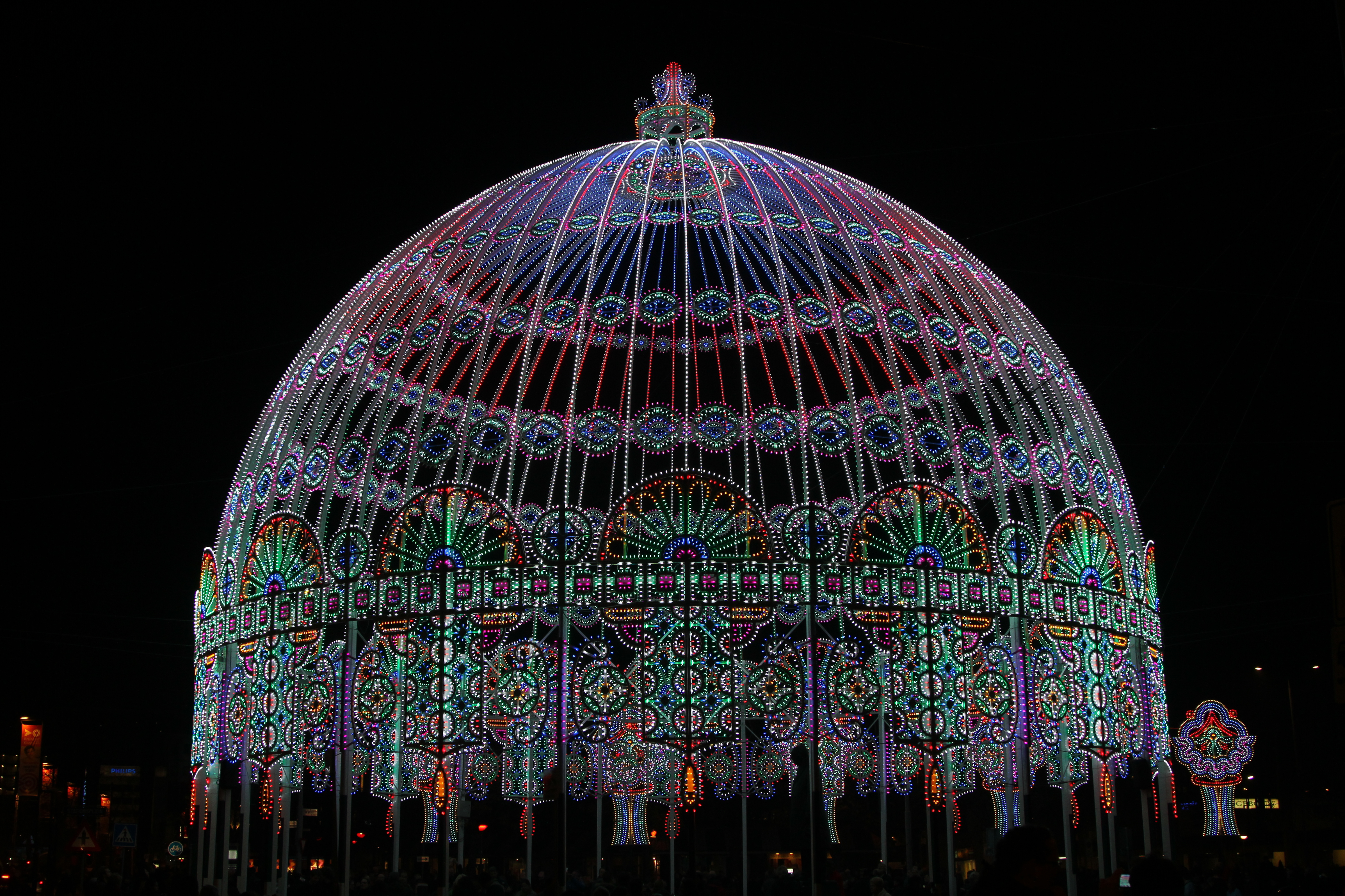
Cupola garii în timpul evenimentului Glow din 2011

GLOW Festival este un festival gratuit de artă luminoasă din orașul olandez Eindhoven, în cadrul căruia artiști și designeri din țară și din străinătate expun creații de artă și design luminoase realizate prin utilizarea noilor tehnologii media, precum computerele, senzorii, animațiile, dar și tehnici de proiecție tradiționale.

## Dezvoltare și caracter
A avut loc pentru prima dată în noiembrie 2006 .
Festivalul este o expoziție în aer liber în care clădiri și locații semnificative sunt illuminate cu lumină artistică. În cadrul primului festival, au fost expuse opere de artă în oraș și pe malurile râului Dommel. Pe măsură ce festivalul a crescut în amploare, au fost incluse și zonele Strijp-S⁠(d) și campusul universității Tehnice din Eindhoven (TU/e).
Datorită producției de chibrituri și ulterior a becurilor de către Philips în Eindhoven, orașul a avut întotdeauna o legătură specială cu lumina. Eindhoven este cunoscut și sub numele de "orașul luminii". În zilele noastre, atenția este din ce în ce mai mult îndreptată către iluminatul cu LED-uri.
Din cauza virusului COVID-19, festivalul nu a putut avea loc în 2020. 
Ediția din 2021, intitulată Moved by Light, s-a desfășurat - spre deosebire de alte ediții - în patru locații diferite din Eindhoven, respectiv Centrum, Strijp S/Strijp T, Campina și TU/e (Universitatea Tehnică Eindhoven). În plus, la această ediție au existat și proiecte satelit în două locații din Eindhoven:
- Nuenen - Celebrele picturi cu floarea-soarelui realizate de Hugo Vrijdag, expuse la moara din Nuenen.
- High Tech Campus Eindhoven - Un spectacol de apă și lumină creat de compania franceză Aquatique Show.

## Numărul de vizitatori și teme
| An   | Vizitatori                          | Tema                                       |
| ---- | ----------------------------------- | ------------------------------------------ |
| 2006 | 45.000                              |                                            |
| 2007 | 65.000                              |                                            |
| 2008 | 125.000                             | Connecting the forbidden city              |
| 2009 | 150.000                             | Being Public                               |
| 2010 | 250.000                             | (Re-)discovering Eindhoven                 |
| 2011 | 360.000                             | Illusion & Reality                         |
| 2012 | 450.000                             | Façades & Faces                            |
| 2013 | 520.000                             | Urban Playground                           |
| 2014 | 650.000                             | City in Motion                             |
| 2015 | 730.000                             | Nature & Architecture \| 10-jarig jubileum |
| 2016 | 740.000                             | City & Science                             |
| 2017 | 740.000                             | The Source                                 |
| 2018 | 750.000                             | Shadows & Light                            |
| 2019 | 770.000                             | Living Colors                              |
| 2020 | Festival anulat din cauza COVID-19. | Alternatieve GLOW: Connecting the Dots.    |
| 2021 | 580.000                             | Moved by Light                             |
| 2022 | Nedezvăluit                         | Urban Skin                                 |
| 2023 | Nedezvăluit                         | The Beat                                   |

## Fotografii

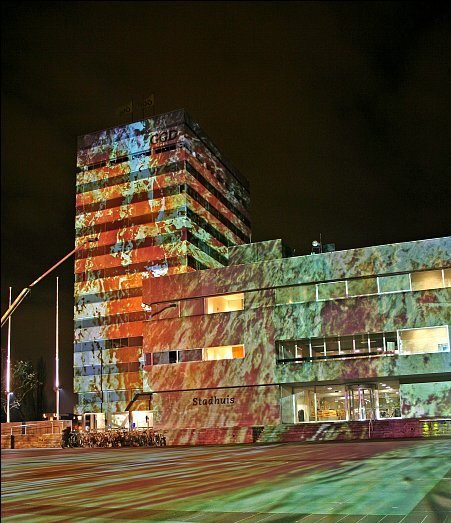
Primaria
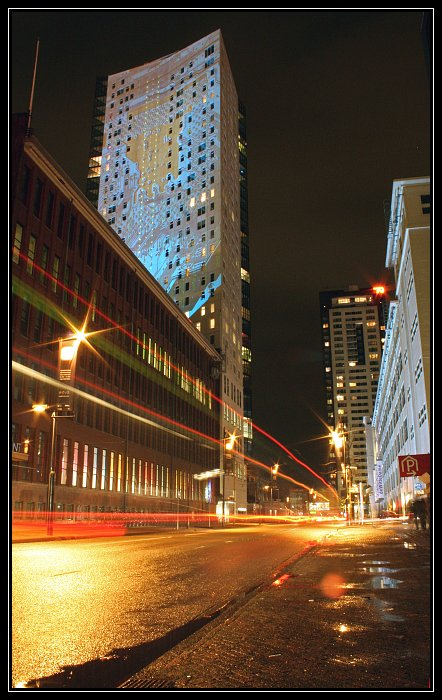
De Admirant
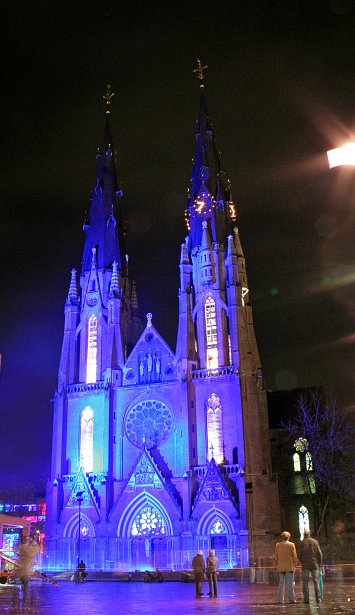
Biserica Sf. Ecaterina
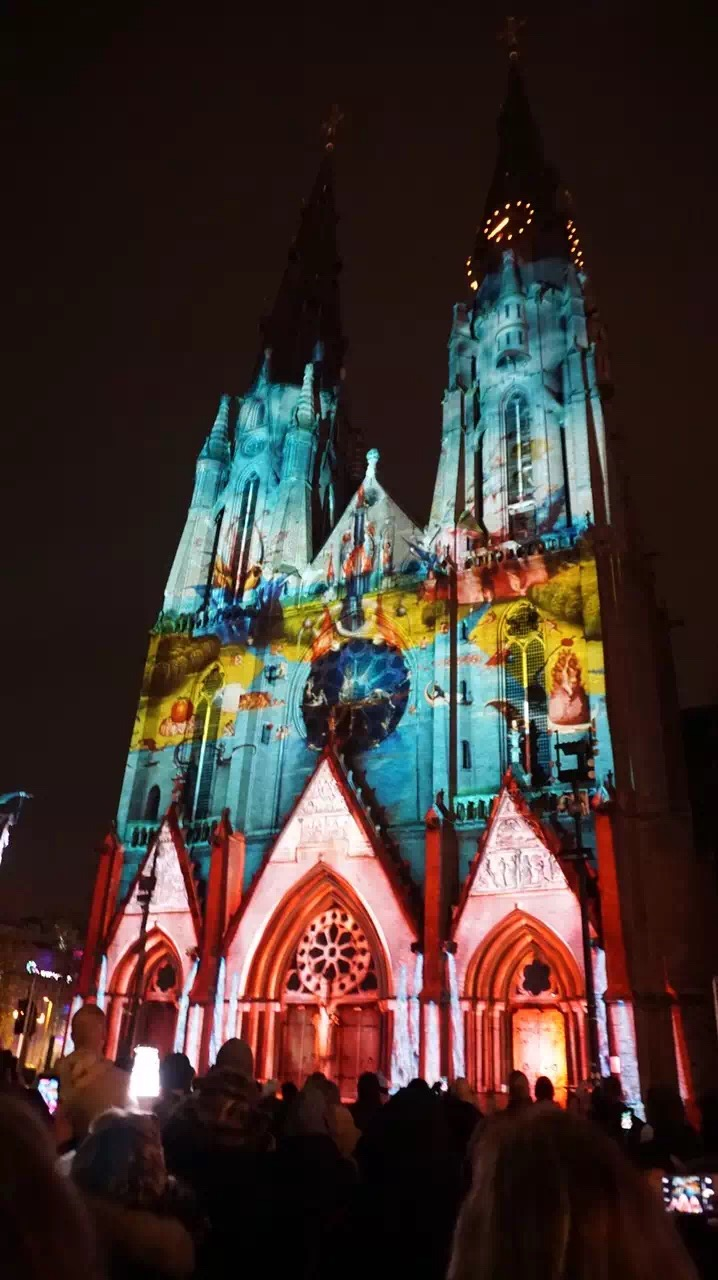
Labyrinth of Passion : Acest an, Biserica Ecaterina se transformă într-un triptic, inspirat de Jheronimus Bosch, pentru a comemora cei 500 de ani de la moartea sa în 2016
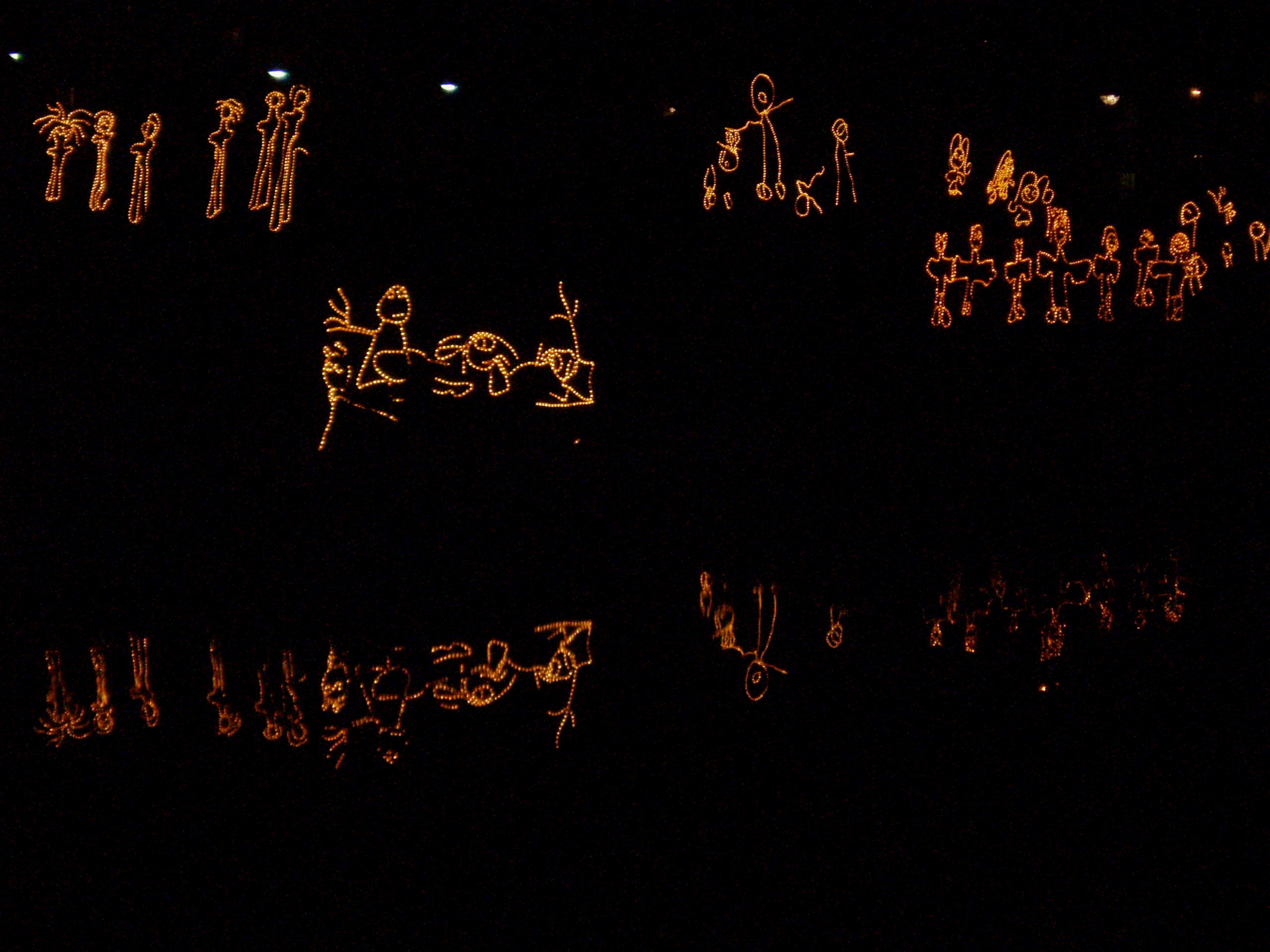
Artă în Stadswandelpark

## Legaturi externe
- Site oficial
- Video Glow 2021 - studio040.nl Arhivat în 5 ianuarie 2024, la Wayback Machine.
- Fotografii Glow 2011 - omeroepbrabant.nl
- Videoclipuri de la Glow 2010 - youropi.com
- O catedrală a luminii în Demer, Glow 2010 - eindhoven-in-beeld.nl